# 横浜市立緑が丘中学校
横浜市立緑が丘中学校（よこはましりつみどりがおかちゅうがっこう）は、神奈川県横浜市青葉区千草台にある公立中学校。特徴として、校則がないこと、弁当販売があることがあげられる。1998年度にはそれまでの校則を撤廃し、生徒の自主性を尊重した「緑が丘6か条」が制定された。また、合唱に力を入れており、毎年レベルの高い合唱コンクールを行っている。略称は緑中。

## 沿革
出典
- 1980年（昭和55年）
  - 6月3日 開校。当時は谷本中学校の一部を間借りしていた。
  - 11月 現在地に移転。
- 1981年（昭和56年）11月25日  校章制定[3]。
- 1982年（昭和57年） 校旗制定[2]。
- 1984年（昭和59年） 校歌制定[2]。
- 1990年（平成2年） 10周年記念式典開催。
- 1998年（平成10年） 校則撤廃。緑ヶ丘6か条制定。
- 2000年（平成12年） 20周年記念式典開催。
- 2003年（平成15年） 2学期制採用。
- 2005年（平成17年） 広島への修学旅行を開始。
- 2010年（平成22年） 30周年記念式典開催。
- 2015年（平成25年）普通教室空調設備設置工事
- 2017年（平成29年）トイレ改修工事
- 2018年（平成30年）武道場増新設
- 2020年（令和2年）新型コロナウイルス感染症予防のため臨時休校
- 同年　　　　　　　新型コロナウイルス感染症予防のため分散登校
- 同年　　　　　　　緑ヶ丘中学校PTAが日本PTA全国協議会より全国表彰
- 同年　　　　　　　校内無線LAN設置
- 2021年（令和3年）新型コロナウイルス感染症予防のため臨時休校
- 同年　　　　　　　新型コロナウイルス感染症予防のため分散登校
- 同年　　　　　　　GIGAスクール構想として一人一台Chromebook導入
- 2023年（令和5年）エレベーター設置

## 主な行事
以下に示すものは平成31年度（令和元年度）のものである。また日付順に並んでいる。
| 月   | 行事内容                                                                         |
| ---- | -------------------------------------------------------------------------------- |
| 4月  | 前期始業式・入学式                                                               |
| 5月  | 3年生修学旅行（広島）2年生自然教室（長野）1年生遠足（マザー牧場）                |
| 6月  | 体育祭 前期中間テスト                                                            |
| 7月  | 個人面談 夏休み                                                                  |
| 8月  | 夏休み                                                                           |
| 9月  | 前期期末テスト                                                                   |
| 10月 | 生徒会本部役員選挙 前期終業式 後期始業式 3年個人面談 授業参観週間 合唱コンクール |
| 11月 | PTA祭 後期中間テスト                                                             |
| 12月 | 個人面談 冬休み                                                                  |
| 1月  | 百人一首大会                                                                     |
| 2月  | 私立高校入学者選抜 神奈川県公立高等学校入学者選抜（入試） 後期期末テスト         |
| 3月  | 卒業遠足 卒業式 球技大会 修了式                                                  |

- 合唱コンクール…学年ごとに最優秀賞、優秀賞を決める（優秀賞と僅差の場合は特別賞がでる）。審査員は音楽教師や各学年審査教師、合唱審査委員会の生徒、外から迎えるピアノの先生などが行う。
- PTA祭…この学校には文化祭がないので、生徒にとってPTA祭が文化祭のようなものである。普通の文化祭のように、茄子、うまい棒、たこやき、うどん、ホットドッグ、肉まんなどが売られていて、このような食べ物は部活の父母会や委員会などが毎年分担して売っている。また、吹奏楽部・合唱部のミニコンサートもあり毎年評判のいい演目のひとつである。

## 緑が丘6カ条について
1998年度に校則を撤廃し、生徒の自主性を尊重した「緑が丘6か条」が制定された。「○○はだめ」というのを「○○をしよう」に変えた。
また、緑が丘6か条の歌も存在する。

## アクセス
- 徒歩[5]
  - 東急田園都市線 藤が丘駅から徒歩20分
  - 市営地下鉄グリーンライン 川和町駅から徒歩25分
- バス

| 乗車駅                 | のりば | 系統       | 下車停留所              | 運行事業者 |
| ---------------------- | ------ | ---------- | ----------------------- | ---------- |
| 東急田園都市線青葉台駅 | 1      | 青81       | 北八朔公園入口、徒歩3分 | ■東急      |
| 東急田園都市線青葉台駅 | 1      | 青82       | 千草台、徒歩7分         | ■東急      |
| 東急田園都市線青葉台駅 | 1      | 青83       | 庚申塚、徒歩5分         | ■東急      |
| 東急田園都市線市が尾駅 | 7      | 市03・市43 | 下市ヶ尾、徒歩10分      | ■東急      |

## 主な進学高校
2005年度以前の学区撤廃以前は『横浜北部学区』に属していた。
旧学区内の県立高校は以下の通りである。
- 神奈川県立市ヶ尾高等学校
- 神奈川県立荏田高等学校
- 神奈川県立川和高等学校
- 神奈川県立霧が丘高等学校
- 神奈川県立新栄高等学校
- 神奈川県立田奈高等学校
- 神奈川県立白山高等学校
- 神奈川県立元石川高等学校

## 著名な卒業生
- 福田秀平（プロ野球選手：くふうハヤテベンチャーズ静岡所属）
- 泉谷駿介（陸上競技選手〈障害走〉）
- 米井翔也（陸上競技選手）

## 学区
通っている生徒の内、大半が緑区民である。
また、出身小学校は山下小学校、山下みどり台小学校、谷本小学校(一部区域)、藤が丘小学校(一部区域)などが挙げられる。